# ツレサギソウ属
ツレサギソウ属（ツレサギソウぞく、学名：Platanthera）は、ラン科に属する属。

## 特徴
地生の多年草。根はやや肥厚し、伸長する。葉は1-12個が互生し、葉身は線状披針形から長楕円形になる。花は頂生して総状花序につき、花は小型またはやや小型、色は白色または淡緑色から黄緑色となる。3萼片は卵形から広卵形でほぼ同形、背萼片は直立し、側萼片は斜上または反り返る。側花弁は斜卵形で萼片と同じ長さになり、ふつう直立または斜上し、背萼片とともにかぶと状になる種もある。唇弁は3裂または全縁で舌状になり、基部に距が生じて突出し、長さはは短いものから長いものまである。蕊柱は短く、先端の上面の葯室は離れてつき、下面の小嘴体は低く幅広い。仮雄蕊は退化して目立たない。花粉塊は2個あり、粉質になり、粘着体は露出する。

## 分布
主として北半球の温帯、ヨーロッパ、アジア、北アメリカに分布する。一部はマレー諸島・ニューギニア島などの熱帯アジア、北アフリカ、中央アメリカに進出している。約200種が知られている。

## 名前の由来
属名 Platanthera は、ギリシャ語で platys「広い」＋anthera「葯」の意味で、タイプ種の葯間が広いことから。
和名ツレサギソウ属の「ツレサギソウ」は日本に分布する本属の1種。

## 種

### 日本に分布する種
和名、学名は特に記載のない場合、YListによる。
- イイヌマムカゴ Platanthera iinumae (Makino) Makino - 茎の高さは30cm前後、中ほどに葉が2個。花は黄緑色で多数。唇弁は白色で舌状、唇弁の基部の両側に突起がある。距は長さ1-1.5mmの棍棒状で下垂する。日本固有種。北海道南部、本州、四国、九州に分布し、冷温帯から暖温帯の山地の林縁や湿った草地に生育する[1]。絶滅危惧IB類(EN)（2017年、環境省）。
- ツレサギソウ Platanthera japonica (Thunb.) Lindl. - 茎の高さは50cm前後、葉は5-8個。花は白色で多数。唇弁は長楕円形、唇弁の基部の左右に小側裂片がある。距は長さ3-4cmの線形で下垂する。北海道、本州、四国、九州、朝鮮半島、中国大陸に分布し、冷温帯から暖温帯の日当たりのよい草原や湿った林下に生育する[1]。
- トンボソウ Platanthera ussuriensis (Regel et Maack) Maxim. - 茎の高さは15-35cm、下部にやや接して葉が2個。花は淡緑色でやや多数。唇弁は基部から3裂する。距は長さ4-6mmで前方に下垂する。南千島、北海道、本州、四国、九州、朝鮮半島、中国大陸、極東ロシアに分布し、亜寒帯から暖温帯の林床に生育する[1]。
- クニガミトンボソウ Platanthera sonoharae Masam. - トンボソウに似るが葉が細い。沖縄島、西表島の固有種で、渓流沿いに生育する[1]。絶滅危惧IA類(CR)（2017年、環境省）。国内希少野生動植物種。
- ヒロハトンボソウ Platanthera fuscescens (L.) Kraenzl. - 茎の高さは25-50cm、中央付近にやや接して葉が2-3個、トンボソウより葉が広い。花は淡緑色でやや多数。背萼片と側花弁でかぶとをつくる。唇弁は基部から3裂する。距は長さ8-11mmで後方に水平に伸びるか前方に湾曲する。北海道、本州（東北地方南部から中部地方）、朝鮮半島、中国大陸、千島列島、サハリン、シベリア東部に分布し、亜寒帯から冷温帯の林縁や林床に生育する[1]。絶滅危惧II類(VU) （2017年、環境省）。
- タカネトンボ Platanthera chorisiana (Cham.) Rchb.f. - 茎の高さは8-20cm、地表付近に対生状に葉が2個、肉質で光沢がある。花は小型で淡黄緑色のを10個ほど。唇弁は卵円形で長さ2mm。距は長さ1-1.3mmで太く鈍頭でやや前に突き出る。北海道、本州（北アルプス、日光、東北地方）、千島列島、サハリン、カムチャツカ半島、アリューシャン列島、アラスカからアメリカ合衆国ワシントン州にかけて分布し、高山の湿った草原や林縁に生育する[1]。絶滅危惧II類(VU) （2017年、環境省）。
  - ミヤケラン Platanthera chorisiana (Cham.) Rchb.f. var. elata Finet - タカネトンボの変種。茎の高さは20-40cm、茎中部に離れて葉が2個、肉質でなく光沢がない。花は小型で淡黄緑色のを20数個。唇弁は卵円形で長さ2mm。距は長さ1-1.3mmで太く鈍頭でやや前に突き出る。分布域は基本種とほぼ同じであるが、日本では北海道、本州（東北地方）に分布する[5]。
- ミズチドリ Platanthera hologlottis Maxim. - 茎の高さは50-90cm、葉は5-12個で、下方の4-6個は大型。花は白色で多数、芳香がある。唇弁は白色で舌状。距は長さ10-12mmで細く下垂する。南千島、北海道、本州、四国、九州、朝鮮半島、中国大陸（東北部）、極東ロシア、シベリアに分布し、亜寒帯から暖温帯の湿地、湿原に生育する[1]。
- シロウマチドリ Platanthera convallariifolia (Fisch. ex Lindl.) Lindl. [1] - 茎はやや太く稜があり、高さは30-70cm、やや狭い葉が5-7個あり、最下方の葉が大きい。花は小型で黄緑色で10数個。背萼片と側花弁でかぶとをつくる。唇弁は舌状。距は長さ4-5mmで細くやや湾曲する。北海道、本州（中部地方）、千島列島、カムチャツカ半島、アリューシャン列島に分布し、高山帯のやや湿った草原、亜高山帯の林縁の渓流沿いなどに生育する[1][5]。絶滅危惧II類(VU) （2017年、環境省）。
- ニイタカチドリ Platanthera brevicalcarata Hayata - 茎の高さは10-15cm、葉は1-2個、表面に光沢があり、縁は波打つ。花は小さく白色で5-10個。背萼片と側花弁でかぶとをつくる。唇弁は楕円状舌形で長さ4mm。距は長さ2.5-3mmで筒状。四国、九州、屋久島、奄美大島、済州島、台湾に分布し、暖温帯上部の山地の常緑広葉樹林や針葉樹林の林床に生育する[1][6]。
- エゾチドリ Platanthera metabifolia F.Maek. - 茎の高さは20-45cm、下部に対生状に葉が2個接してつく。花はやや大型で白色、やや密につける。唇弁は肉質で広線形で長さ10-13mm。距は長さ20-25mmで先端はやや太い。北海道、千島列島、サハリン、シベリアに分布し、亜寒帯の海岸近くの草原に生育する[1]。
- ハチジョウツレサギ Platanthera okuboi Makino - 茎の高さは20-45cm、葉は下部に根生状に2-3個つく。花はやや淡緑色をおびた白色、やや密に10-40個。背萼片と側花弁はかぶとをつくる。唇弁は広線形で長さ10-13mm。距は長さ30-40mm、後方に伸びながら下垂する。伊豆諸島の固有種で、暖温帯の海岸沿いから山地の明るい草地や林下に生育する[1][6]。絶滅危惧IA類(CR) （2017年、環境省）。国内希少野生動植物種。
- シマツレサギソウ Platanthera boninensis Koidz. - 別名、ムニンツレサギソウ、ムニンツレサギ。茎に多数の稜があり、高さは20-50cm、葉は光沢があり、5-6個互生し、下部の2-3個が大きい。花は小型、白色で密に多数つける。唇弁は淡黄色、線形で長さ7mm。距は細く長さ17mm。小笠原諸島の固有種で、やや明るい林内や林縁に生育する[7][8]。絶滅危惧IB類(EN) （2017年、環境省）。国内希少野生動植物種。
- ジンバイソウ Platanthera florentii Franch. et Sav. - 茎はやや細く、高さは20-40cm、葉は2個が相接して対生状に根生し、表面に光沢があり、縁は波状に縮れる。花は淡緑色で5-10個をまばらにつける。唇弁は広線形で長さ7-10mm。距は長さ15-20mmで前方に湾曲する。日本固有種。北海道、本州、四国、九州に分布し、冷温帯から暖温帯の暗い林床に生育する[1]。
- イリオモテトンボソウ Platanthera stenoglossa Hayata subsp. iriomotensis (Masam.) K.Inoue - 台湾に分布するタイトントンボソウ P. stenoglossa Hayata subsp. stenoglossa を基本種とする亜種。茎は高さ20cm、葉は1個が茎の基部につき、葉脈が濃緑色で網目状になる。花は淡緑色で5-13個をまばらにつける。苞は長さ3-10mmあって花柄子房より短い。唇弁は狭三角形で長さ5.5-6.5mm。距は長さ11mm。西表島固有の亜種で、川沿いの崖地に生育するが、まれに海岸の崖地にも生える[8]。絶滅危惧IB類(EN) （2017年、環境省）。国内希少野生動植物種。
  - ソハヤキトンボソウ Platanthera stenoglossa Hayata subsp. hottae K.Inoue - 同じくタイトントンボソウを基本種とする亜種。茎は高さ15-25cm、葉は1-2個が茎の下部につき、上の1個は苞葉状になる。花は淡黄緑色で4-12個をまばらにつける。最下部の苞は長さ8-19mmあり、イリオモテトンボソウと比べ苞が花柄子房より長い。唇弁は舌形で長さ7-8mm。距は長さ10-15mm。紀伊半島と九州に分布し、渓流沿いの岩壁に生育する[1][6]。絶滅危惧IA類(CR) （2017年、環境省）。
- オオバノトンボソウ[1] Platanthera minor (Miq.) Rchb.f. - 別名、ノヤマトンボ、ノヤマトンボソウ。茎に稜が目立ち、高さは25-60cm、下方の2-3個の葉が大きい。花は黄緑色で10-25個をまばらにつける。唇弁は広線形で長さ6-8mm。距は長さ12-15mmで下垂する。本州、四国、九州、朝鮮半島、台湾、中国大陸（東部から南部）に分布し、暖帯林の疎林下に生育する[1]。
  - ミクラトンボソウ Platanthera minor (Miq.) Rchb.f. var. mikurensis Hid.Takah. - オオバノトンボソウの変種。花が小型で距がごく短い。伊豆諸島の御蔵島から報告されている[1]。
- オオヤマサギソウ Platanthera sachalinensis F.Schmidt - 茎の高さは40-60cm、茎にわずかに稜があるが翼とはならない。ふつう下方の2個の葉が大きい。花は淡緑色で、多数密につける。唇弁は広線形で長さ5-7mm。距は長さ15-20mmで細い。南千島、北海道、本州、四国、九州、サハリン、台湾に分布し、亜寒帯から冷温帯の疎林下、林縁、湿地などに生育する[1]。
- オオバナオオヤマサギソウ Platanthera hondoensis (Ohwi) K.Inoue - オオヤマサギソウに似るが、花が大きく緑色系で、唇弁の形態が異なる。日本固有種で、本州（東北地方から近畿地方）、四国、九州に分布し、冷温帯に点在する希少種[1][9]。絶滅危惧IA類(CR) （2017年、環境省）。
- ミヤマチドリ Platanthera takedae Makino - 茎は四角で角に膜状の隆起があり、高さは20cm前後、葉は1-2個あり、ふつう最下のものが特に大きい。花は黄緑色で5-15個。唇弁は舌形で、背萼片の長さ3mmより長い。距は長さ1-2mmで短く、円錐形になる。日本固有種。本州中部地方に分布し、亜高山帯の針葉樹林下に生育する[1]。
  - ガッサンチドリ Platanthera takedae Makino subsp. uzenensis (Ohwi) K.Inoue - ミヤマチドリの変種。茎の高さは30cm前後、ときに40cmに達し、葉は3-5個互生する。花は黄緑色で、10個前後。側花弁は背萼片とかぶとをつくるか、背萼片とわずかに離れる。唇弁は長さ3-4mm。距は長さ2.5-4mmで楕円体になる。独立種とされたこともある。日本固有種。北海道、本州の中部地方以北に分布し、日本海側の高山の林縁や草原に生育する[1][8][5][10]。絶滅危惧IB類(EN) （2017年、環境省）。
- ハシナガヤマサギソウ Platanthera mandarinorum Rchb.f. subsp. mandarinorum var. mandarinorum - 茎の高さは20-50cm、葉は4-6個。花は淡黄緑色で、5-20個。唇弁は披針形で長さ9-13mm。距は長さ25-35mmと長く、後方に水平に伸びる。本州（西部）、四国、九州、朝鮮半島、中国大陸に分布し、暖温帯のやや乾いた草地、しばしば石灰岩地に生育する[1][6]。
  - ヤマサギソウ Platanthera mandarinorum Rchb.f. subsp. mandarinorum var. oreades (Franch. et Sav.) Koidz. - 茎にやや稜があり、高さは20-40cm、葉は茎の下部に1-2個。花は黄緑色で、5-15個。唇弁は舌状でやや肉質、長さ10-15mm。距は長さ7-12mm、後方に水平に伸びるか、やや下がって伸びる。北海道、本州、四国、九州に分布し、冷温帯から暖温帯の日当たりのよい草原や湿地に生育する[1][6][10]。
    - マイサギソウ Platanthera mandarinorum Rchb.f. subsp. mandarinorum var. neglecta (Schltr.) F.Maek. ex K.Inoue[6] - 茎の高さは20-50cm、葉は4-6個。花は白緑色で、15個前後。唇弁は下垂する。距は長さ11-18mmとやや長く、上方に伸びる。北海道、本州、四国、九州、朝鮮半島、中国大陸に分布し、冷温帯から暖温帯の明るい草原や湿原に生育する[1][6]。

  - ハチジョウチドリ Platanthera mandarinorum Rchb.f. subsp. hachijoensis (Honda) Murata var. hachijoensis (Honda) Ohwi - 茎は太く、高さは15-30cm、幅広い葉は2-3枚、葉に光沢がある。花は淡黄緑色で、10-20個。唇弁は舌状で長さ10mm。距は長さ10-16mm。伊豆諸島、琉球諸島北部に分布する。まれに樹幹に着生する[1][6]。
    - アマミトンボ Platanthera mandarinorum Rchb.f. subsp. hachijoensis (Honda) Murata var. amamiana (Ohwi) K.Inoue - ハチジョウチドリに似るが、苞の長さが花柄子房と同長か短い。奄美大島固有種 [1][6]。絶滅危惧IA類(CR)（2025年、環境省）。
    - ヤクシマトンボ Platanthera mandarinorum Rchb.f. subsp. hachijoensis (Honda) Murata var. masamunei K.Inoue - 別名、アマミトンボモドキ[6]。絶滅危惧IA類(CR)（2017年、環境省）。

  - タカネサギソウ Platanthera mandarinorum Rchb.f. subsp. maximowicziana (Schltr.) K.Inoue var. maximowicziana (Schltr.) Ohwi - 茎の高さは10-20cm、葉は1-4個あり、最下部が大きい。花は淡黄緑色で、5-10個。萼片と側花弁でかぶとをつくる。唇弁は舌状で長さ8mm。距は長さ7-14mm、下方に長く湾曲する。北海道、本州の中部地方以北に分布し、亜高山帯の草原に生育する[1][5][11]。
    - マンシュウヤマサギソウ Platanthera mandarinorum Rchb.f. subsp. maximowicziana (Schltr.) K.Inoue var. cornu-bovis (Nevski) Kitag. - 茎の高さは25-50cm。距もタカネサギソウとくらべ長い。本州中部地方以北、北海道、朝鮮半島、中国大陸（東北部）、千島列島、シベリアに分布する[1]。
- オオキソチドリ Platanthera ophrydioides F.Schmidt var. ophrydioides - 別名、ミチノクチドリ。茎はやや繊細で稜があり、長さは30-50cm、葉は2-3個あり、最下部が大きい。花は淡緑色で、5-15個。唇弁は広線形で長さ6-8mm。距は長さ6-10mm。南千島、北海道、本州（東北地方および中部地方の日本海側）、サハリンに分布し、亜高山帯の林内に生育する。本種と変種との差異は連続的で判別が難しい[1][5][11]。
  - ヒトツバキソチドリ Platanthera ophrydioides F.Schmidt var. monophylla Honda - 別名、キソチドリ。茎の高さは15-30cm、葉は1個。本州（中部から西部）、四国、九州に分布し、亜高山帯の針葉樹林下に生育する[1][11]。
- ヤクシマチドリ Platanthera amabilis Koidz. - 茎の高さは10-25cm、最下部の葉が大きく縁が波打つ。花は淡黄緑色で3-7個をまばらにつける。唇弁は線状披針形で長さ8-15mm。距は長さ12-17mm、細長く水平に伸びる。屋久島に分布し、冷温帯の樹林下に生育する[1]。絶滅危惧IB類(EN)（2017年、環境省）。
- ホソバノキソチドリ Platanthera tipuloides (L.f.) Lindl. - 別名、ツブラトンボソウ。茎の高さは20-40cm、葉は1個で狭長楕円形から卵形、鱗片葉は2-3個。花は黄緑色でやや多数。背萼片と側花弁はかぶとをつくる。唇弁は肉質で広線形、長さ5-6mm。距は長さ12-17mm、前方に湾曲するか下垂する。北海道、本州（北部から中部）、千島列島に分布し、亜高山帯の日当たりのよい草地に生育する[1]
- コバノトンボソウ Platanthera nipponica Makino[1] - 茎は繊細で、高さは20-40cm、葉は1個で広線形、鱗片葉は目立たない。花は淡黄緑色で数個つける。ホソバノキソチドリに似るが、花は一方に偏ってつく。唇弁はやや肉質で舌状、長さ2.5-4mm。距は長さ12-18mm、ふつう後方にはね上がる。北海道、本州、四国、九州に分布し、日当たりのよい湿った草原、湿原に生育する[1]。
  - ナガバトンボソウ Platanthera nipponica Makino var. linearifolia (Ohwi) Masam. - 別名、マメトンボ。コバノトンボソウの変種で、葉がより細長い。九州の大隅半島と屋久島に分布する[1]。絶滅危惧II類(VU) （2017年、環境省）。